# Geissorhiza unifolia
Geissorhiza unifolia är en irisväxtart som beskrevs av Peter Goldblatt. Geissorhiza unifolia ingår i släktet Geissorhiza och familjen irisväxter. Inga underarter finns listade i Catalogue of Life.